# Barbara Schramm-Skoficz
Barbara Schramm-Skoficz (* 15. April 1963 in Zams) ist eine österreichische Politikerin (Grüne). Von Oktober 2017 bis März 2018 war sie Abgeordnete zum Tiroler Landtag, von Ende August 2018 bis November 2019 war sie Landessprecherin der Tiroler Grünen.

## Leben
Barbara Schramm-Skoficz besuchte in Hall in Tirol nach der Volksschule bis 1977 das Franziskanergymnasium Hall in Tirol, danach wechselte sie an das Bundesgymnasium und Bundesrealgymnasium Sillgasse und 1979 an das BORG Innsbruck. Von 1982 bis 1984 machte sie Ausbildung zur Zahnarztassistentin an der Klinik Innsbruck, anschließend war sie bis 2002 als Arztassistentin tätig. Ab 2008 war sie Mitarbeiterin im Büro des ÖGKV Landesverbandes Tirol, wo sie 2016 die Büroleitung übernahm.

### Politik
Seit 2001 ist sie Mitglied der Grünen, seit 2004 vertritt sie diese als Gemeinderätin in Hall in Tirol, wo sie seit 2016 Stadträtin ist. Seit 2013 gehört sie dem Landesvorstand der Tiroler Grünen an, deren stellvertretende Landessprecherin sie 2016 wurde. Mit Ende August 2018 folgte sie Hubert Weiler-Auer als Landessprecherin nach. In der Landtagssitzung am 4. Oktober 2017 wurde sie als Nachfolgerin von Andreas Angerer in der XVI. Gesetzgebungsperiode als Abgeordnete zum Tiroler Landtag angelobt. Nach der Landtagswahl in Tirol 2018 schied sie aus dem Landtag aus. Anfang November 2019 wurde bekannt, dass sie bei der Landesversammlung am 30. November 2019 nicht mehr als Landessprecherin kandidieren werde. Zu ihrem Nachfolger als Landessprecher wurde Christian Altenweisl gewählt.